# Хамилтон (Тексас)
Хамилтон (енгл. Hamilton) град је у америчкој савезној држави Тексас. По попису становништва из 2010. у њему је живело 3.095 становника.

## Демографија
Према попису становништва из 2010. у граду је живело 3.095 становника, што је 118 (4,0%) становника више него 2000. године.
| Група             | 2000.         | 2010.         |
| Белци             | 2.744 (92,2%) | 2.763 (89,3%) |
| Афроамериканци    | 2 (0,1%)      | 21 (0,7%)     |
| Азијати           | 10 (0,3%)     | 14 (0,5%)     |
| Хиспаноамериканци | 201 (6,8%)    | 274 (8,9%)    |
| Укупно            | 2.977         | 3.095         |